# Terran
Terran – jednostka tektoniczna o stosunkowo jednorodnej budowie geologicznej, oddzielona od innych podobnych jednostek relatywnie ostro wyrażoną strefą nieciągłości (tzw. szwem tektonicznym). Terrany powstają z odrębnych bloków skorupy ziemskiej, przede wszystkim kontynentalnej, które zderzyły się ze sobą, przyrastając do istniejącego kratonu lub do siebie nawzajem.

## Wprowadzenie
Koncepcja terranów jest szczególnym rozwinięciem teorii tektoniki płyt, która przewiduje, że litosfera Ziemi podzielona jest na częściowo od siebie niezależne, sztywne bloki skalne, mogące w pewnych granicach przesuwać się względem siebie. Największe jednostki tego typu to płyty tektoniczne; mniejsze z nich określa się jako mikropłyty. W przypadku wystąpienia silnych napięć na granicach płyt, związanych np. ze zderzeniem się dwóch fragmentów skorupy kontynentalnej, wzdłuż regionu intensywnych ruchów tektonicznych poszczególne „odłamki” płyt mogą uzyskać pewną niezależność. Terran jest tego właśnie typu jednostką tektoniczną, przesuwającą się względem podobnych jej jednostek wzdłuż stref osłabienia skorupy; typowy wymiar takiego odłamka waha się w granicach 50-500 kilometrów, choć liczbę tę należy raczej traktować prowizorycznie z powodów wyjaśnionych szerzej poniżej.

## Geneza i odmiany terranów
Współcześnie rozpoznawane terrany wyróżnia się na granicach istniejących kratonów, czyli relatywnie trwałych fragmentów litosfery ziemskiej, które od dłuższego czasu pozostają praktycznie nietknięte przez silne procesy tektoniczne, takie jak powstawanie gór fałdowych lub łańcuchów wulkanicznych. To właśnie do brzegów tego typu „twardych jąder” dolepiane są nowe fragmenty litosfery, tam też wyrażają się intensywne deformacje mogące spowodować odklejenie się wzdłuż płaszczyzny uskoku niezależnych jednostek tektonicznych.
Terrany egzotyczne (ang. exotic terranes) powstają z pogrubionych fragmentów skorupy oceanicznej, które nie ulegają subdukcji w zbieżnych granicach płyt, zostają natomiast złożone na krawędzi płyty (por. pryzma akrecyjna). Gdy płyty wpadają na siebie pod kątem prostym lub zbliżonym do prostego, taki fragment skorupy (np. duża prowincja magmatyczna lub łańcuch wysp wulkanicznych) może zostać po prostu złożony na brzegu kontynentu lub na nim „rozpłaszczony” przy relatywnie niewielkim stopniu deformacji. Gdy natomiast ruch płyty dolnej odbywa się pod ostrym kątem względem strefy subdukcji, leżące na niej masy skalne mogą zostać stopniowo „rozsmarowane” wzdłuż krawędzi kontynentu i przylepiać się partiami – terranami właśnie – na znacznej nawet odległości.
W czasie trwania tego procesu również fragmenty płyty górnej – kontynentalnej – mogą ulec odkuciu i przesunąć się lub zdeformować zgodnie z powstałym w czasie kolizji polem naprężeń. Również w tym przypadku odrywają się czasem sporych rozmiarów bloki skorupy, przesuwając się prawdopodobnie wzdłuż istniejących osłabień skorupy. Tego typu odłamki płyty kontynentalnej to terrany proksymalne (ang. proximal terranes).
Warto zaznaczyć, że w czasie trwania kolizji tego typu lekkich bloków skorupy mogą zapewne aktywować się formy przejściowe między skorupą oceaniczną a kontynentalną, a biorąc pod uwagę również zachodzące w czasie subdukcji swoiste procesy wulkaniczne i metamorficzne, wymienione dwa typy terranów zawsze stanowić będą raczej pewne przypadki skrajne wobec pełnego spektrum możliwości, niż dwie jasno wyodrębnione klasy.

## Ruchy terranów, szwy kolizyjne
Gdy tylko dany segment skorupy zostanie poddany opisywanym procesom rozpadu, powstałe w jego wyniku odłamki – terrany – mogą uzyskać znaczną nawet niezależność dynamiczną. Wleczone wzdłuż kontynentu, terrany mogą obracać się względem siebie, uzyskiwać różną prędkość (mogą zdarzać się nawet przestoje pojedynczych terranów) i prawdopodobnie również wymieniać między sobą materiał skalny wzdłuż drobniejszej sieci spękań i uskoków. Zachodzące przy tym przemiany struktury pierwotnego bloku litosferycznego są tak silne, że proces zasłużył na miano tasowania przesuwczego (ang. strike-slip shuffling). Jeżeli na drodze tłoczących się i deformujących przy tym terranów znajdzie się wklęsłe wygięcie krawędzi kontynentalnej, mogą one zostać stłoczone i złożone w tym wygięciu – tak stało się na Alasce, która stanowiła niegdyś zagłębienie w kratonie północnoamerykańskim, a obecnie zbudowana jest z dziesiątków nałożonych na siebie i dramatycznie zdeformowanych terranów. Powstający na tej drodze pas sklejonych ze sobą heterogenicznych odłamków litosfery określa się mianem tektoniki kolażu – klasycznym przykładem są Kordyliery w Ameryce Północnej, składające się – jak się obecnie szacuje – ze stu kilkudziesięciu rozpoznanych do dziś terranów. Wiele z nich nawiązuje budową geologiczną do Australii i Nowej Zelandii.
Wspomniana w definicji „relatywnie ostro wyrażona strefa nieciągłości” określana jest jako szew kolizyjny lub - nieco szerzej - tektoniczny. Przesuwające się względem siebie terrany wytwarzają na swoich granicach silnie zniekształcone strefy, będące siedliskiem sieci przesuwczych uskoków tektonicznych oraz „zmielonego” w ich granicach materiału skalnego o wyraźnie zaburzonym biegu warstw skalnych. Uskoki te mogą sięgać nawet bardzo głęboko w litosferę ziemską (por. rozłam wgłębny).

## Miejsce terranów w tektonice płyt
Można stwierdzić, że terrany są "średnioskalowymi" jednostkami tektonicznymi.
Wiemy dziś, że litosfera Ziemi nie jest tak "lita", jak wskazywałaby na to nazwa. Podstawowym założeniem tektoniki płyt jest obecność "sztywnych kier litosfery przesuwających się względem siebie" - płyt tektonicznych; dziś wiemy jednak, że przy bliższej analizie możliwe jest wydzielenie również drobniejszych fragmentów litosfery, odszczepiających się od swojego otoczenia w warunkach naprężeń. W najmniejszej skali można traktować w ten sposób poszczególne uskoki i strefy uskoków, w których częściowo niezależne od siebie nawzajem stają się dwa skrzydła uskoku. Sieci uskoków (być może tworzące wielką sieć regmatyczną) mogą zaś tworzyć pasy osłabionej skorupy, które przy sprzyjających warunkach stają się ośrodkiem wielkich ruchów przesuwczych, w których wyładowuje się napięcie spowodowane ruchem płyt tektonicznych. Ruchy te mogą powodować wielkie nasunięcia, gdy płaszczyzna uskoku leży z grubsza równolegle do powierzchni ziemi (stąd tektonika naskórkowa opisująca nakładanie się na siebie wielkich łusek skorupy ziemskiej zachodzące np. w czasie fałdowania gór), mogą też "odcinać" od bloku litosfery mniejsze "kry" skalne, gdy płaszczyzny te są do powierzchni ziemi z grubsza prostopadłe. Odkrycie, że wielkie pasma górskie mogą składać się ze znacznej ilości tego typu drobnych ("drobnych" oczywiście w skali kontynentu) odprysków litosfery ziemskiej "rozsmarowanych" wzdłuż strefy kontaktu (raczej niż ze sfałdowania związanego z frontalnym zderzeniem kontynentów), stanęło u podstaw koncepcji orogenów przesuwczych i związanego z nią konceptu tektoniki kolażu (opisanego powyżej). Fundamentalne prace rozwijające tę teorię powstawały w latach 70. i 80. XX wieku i związane są z takimi nazwiskami, jak Badham, Halls czy Coney. To właśnie amerykański geolog Peter Coney opisał w 1980 roku koncepcję terranów tektonostratygraficznych, która uwzględniała odszczepianie się w strefie orogenu przesuwczego średnich rozmiarów bloków litosferycznych: większych od poszczególnych systemów uskokowych, ale mniejszych od płyt i mikropłyt tektonicznych. Dalsze badania pokazały, że zdefiniowane w ten sposób terrany są stosunkowo szeroką klasą, obejmującą zarówno przesunięte o parędziesiąt kilometrów bloki skorupy kontynentalnej, jak i wielkie terrany złożone (ang. superterranes, composite terranes), będące chwilowymi agregatami kilku podróżujących wspólnie przez tysiące kilometrów terranów. Raz jeszcze okazało się, że w skorupie ziemskiej występuje pełne spektrum możliwych do wyobrażenia nieciągłości tektonicznych: od niewielkich uskoków po potężne systemy przesuwcze, transportujące bloki litosfery o wymiarach setek i tysięcy kilometrów. Terrany leżą gdzieś pośrodku tej skali.